# Heilig Hartbeeld (Oud-Geleen)
Het Heilig Hartbeeld is een standbeeld in de Nederlandse plaats Oud-Geleen (gemeente Sittard-Geleen), in de provincie Limburg

## Achtergrond
In Oud-Geleen was het Atelier J.W. Ramakers en Zonen gevestigd. In 1930 kreeg het atelier de opdracht voor het maken van een Heilig Hartmonument, waarschijnlijk op initiatief van het kerkbestuur en de katholieke vakbeweging. Het werd naast de kerk van de H. Marcellinus en Petrus geplaatst, waar het op zondag 26 oktober 1930 werd onthuld en geïntroniseerd. In 1980 en 2009 is het monument gerestaureerd.

## Beschrijving
Het monument bestaat uit een beeldengroep; centraal staat Christus, gekleed in een lang, gedrapeerd gewaad. Op zijn borst is het Heilig Hart zichtbaar. Hij houdt zijn handen zegenend geheven boven een knielende mijnwerker, met helm en mijnwerkerslamp, aan zijn rechterkant en een knielende vrouw met peuter aan zijn linkerkant.